# Bijelo Polje
Bijelo Polje (v srbské cyrilici Бијело Поље) je město na severu Černé Hory. Město leží na území historického regionu s názvem Novopazarský sandžak, necelých 10 km od hranic se Srbskem, 75 km severovýchodně od Podgorici a 70 km východně od Nikšiće. V roce 2011 zde žilo 15 400 obyvatel. Pravoslavné srbské obyvatelstvo zde mírně převažuje nad muslimským.
Ve stejnojmenné obci (opština) žije 46 051 obyvatel na území 924 km². Město se rozkládá na obou březích údolí řeky Lim, u soutoku s říčkou Lještina. Je obklopeno vrcholky s nadmořskou výškou cca 800–1000 m n. m. Jižním směrem od něj se nachází národní park Biogradska Gora a pohoří Crna glava, je častým výchozím bodem pro turistické výpravy do této oblasti.

## Název
Bijelo Polje („Bílé pole“) dostalo své jméno podle bílých květů, jež zde hojně rostou.[zdroj?] Do turečtiny byl přeložen jako Akovo/Akova, což rovněž označuje uvedené květy a k nim přiléhající pole (-ovo/-ova).

## Historie
Lokalita současného města Bijelo Polje byla osídlena již od dávnověku. Dohledány byly při archeologických průzkumech pozůstatky římské kultury, pohřebiště a další.
V 15. století se sídlo stalo součástí Osmanské říše. Turci zde postupně nechali zřídit regionální správu a soud. Název města tehdy zněl Akovo a vycházel přímo z překladu ze slovanského jazyka. V 18. století je zmíněna existence opevnění. V tureckém sčítání lidu z roku 1863 zde bylo zjištěno na 500 domů. Procházeli tudy obchodníci z Dubrovníka.
Vuk Stefanović Karadžić ve svém slovníku popsal Bijelo Polje jako město v Hercegovině u řeky Lim. Během prvního srbského povstání i sem v roce 1809 pronikli povstalci, ale město delší dobu udržet nedokázali.
V letech 1865 až 1902 bylo Bijelo Polje součástí Novopazarského sandžaku (dnes známý jako Sandžak), ve své době nejzápadnější území Osmanské říše po Berlínském kongresu. V letech 1902 až 1912 příslušelo sandžaku sjenickému. Po první balkánské válce se stalo součástí Černé Hory.
Za druhé světové války bylo město díky své odlehlosti součástí území, které drželi jugoslávští partyzáni. Po skončení války vznikly ve městě menší závody, např. na výrobu stavebních materiálů (1948), dále pila a závod na zpracování ovoce. Podnik na výrobu vlny zaměstnával v dobách svého největšího úspěchu až 2000 lidí.

## Kultura
Ve městě se pravidelně pořádají různé kulturní festivaly, např. festival literatury Refestikon, Ratkovićovy literární večery a další.

## Památky

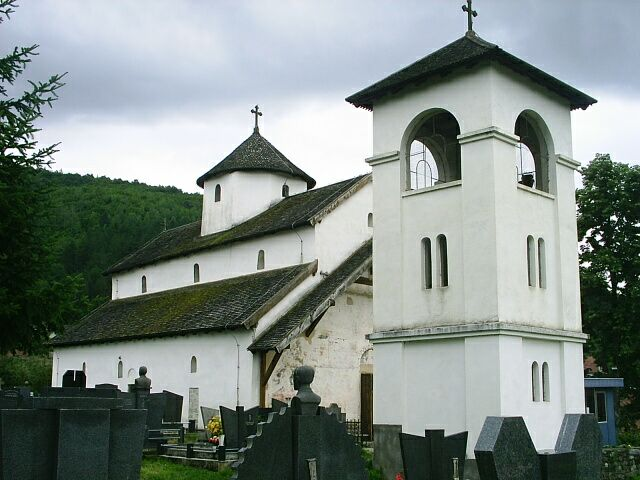
Kostel sv. Michaela Archanděla

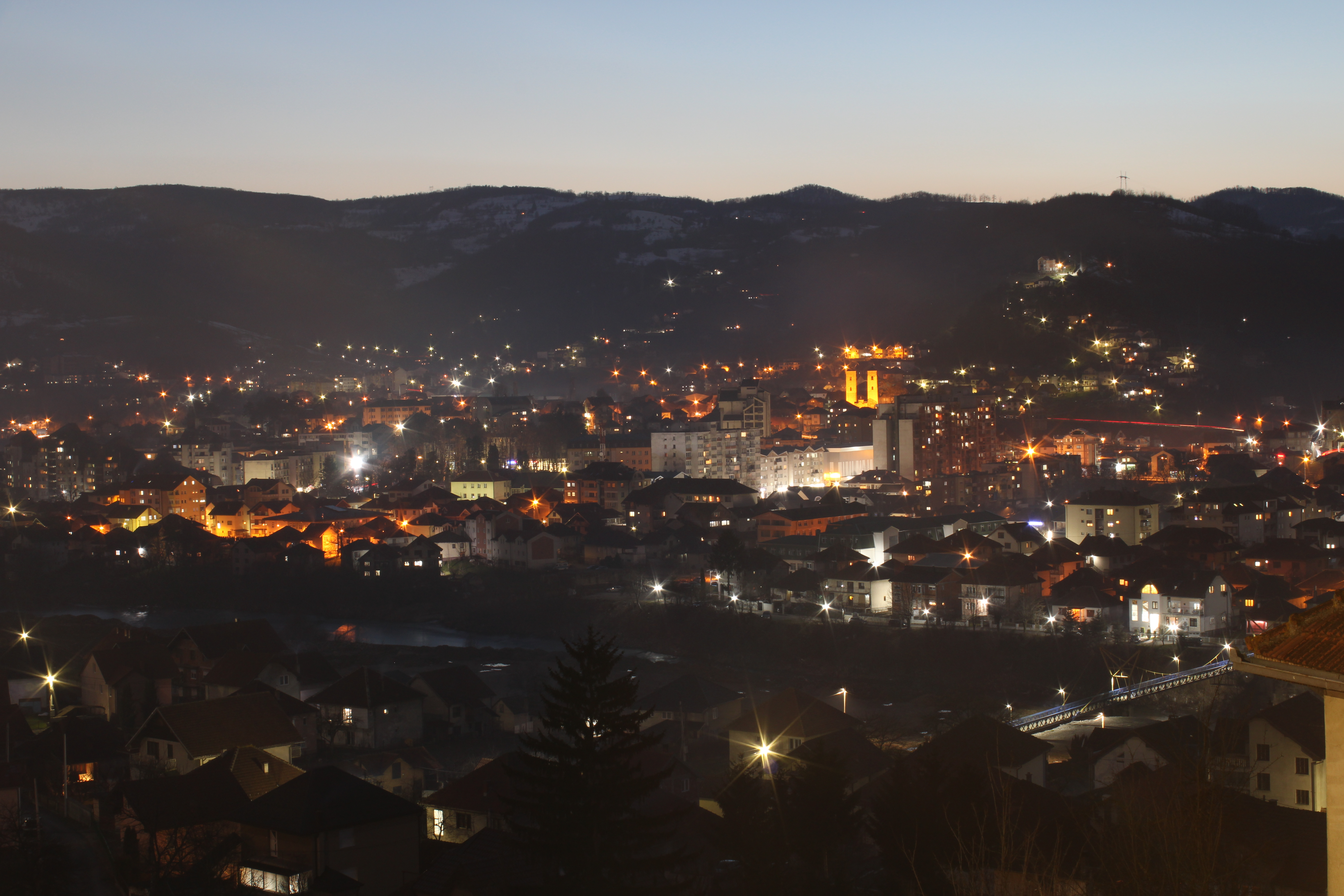
Večerní pohled na město.

Město a jeho okolí má několik srbských pravoslavných kostelů a klášterů, mnohé z nich pocházejí až z 12. století. Kromě toho tu stojí i několik mešit (např. městská (Jusofova) mešita). Ta byla postavena roku 1741. Nápadný je např. kostel sv. Petra a Pavla se dvěma věžemi na ulici Kneza Miroslava.
Zachován je rovněž dům černohorského básníka Rista Ratkoviće. Budova je původem z počátku 20. století a dnes slouží k pořádání různých kulturních událostí.
Ve městě se dochovaly památníky, které připomínají místní bojovníky z řad partyzánů.
Bijelo Polje má také své muzeum (srbsky Zavičajni muzej).

## Doprava
Dnes je Bijelo Polje především tranzitním městem: vede tudy hlavní silniční tah z Bělehradu k Jaderskému moři (silnice č. M-2).
Ve stejném směru vede i železniční trať Bělehrad–Bar, která zde má i stanici. Ta je umístěna severovýchodně od středu města, v lokalitě Nedakusi. Trať je vedena v několika tunelech procházejících pod samotným městem.
Výhledově má první černohorská dálnice, která spojí metropoli Podgorici ze Srbskem, vést zhruba 12 km východně od města Bijelo Polje, čímž jej připraví o statut významné zastávky na tomto mezinárodním tahu.

## Školství
Ve městě se nachází gymnázium, které nese název po Miloji Dobrašinovićovi.

## Sport
Místní fotbalový tým nese název FK Jedinstvo a několik sezon hrál v hlavní fotbalové lize Černé Hory. Svůj stadion (městský fotbalový stadion) sdílí ještě s týmem OFK Borac, který působí v nižší lize. Místní basketbalové týmy nesou názvy KK Jedinstvo a KK Centar.

## Zdravotnictví
Ve městě Bijelo Polje se nachází všeobecná nemocnice (srbsky Opšta bolnica), a to na jihozápadním okraji města, v lokalitě Medanovići. V centru města stojí rovněž i poliklinika (srbsky Dom zdravlja).

## Známé osobnosti/rodáci
- Avdo Međedović, básník
- Miodrag Bulatović, spisovatel a politik
- Risto Ratković, (1903 – 1954); černohorský básník
- Ćamil Sijarić, autor povídek
- Avdo Međedović, guslar z Bijelého Polje.